# Calce
Calce (['kalsə]) és un poble, cap de la comuna del mateix nom, de 216 habitants, de la comarca del Rosselló, a la Catalunya del Nord.
Al sud del terme hi ha el Mas de les Fonts, amb l'església romànica de Santa Maria de les Fonts, darrers vestigis de l'antic llogaret de les Fonts.

## Etimologia
Joan Coromines explica el topònim Calce a partir de l'ètim llatí calcina (calç), plenament justificat pel material geològic del terme de Calce.

## Geografia

Situació de la comuna de Calce en el Rosselló

### Localització i característiques generals del terme
La comuna de Calce, de 237.700 hectàrees d'extensió, és al sud-est de la comarca de les Corberes, al límit amb el Riberal de la Tet, a l'esquerra de la Tet, tot i que una mica allunyat d'aquest riu, i a la mateix riba dreta de l'Aglí.
El terme comunal de Calce forma part del massís calcari de la Serra de Pena, que domina el terme des del seu nord-oest i dona nom al poble mateix; per això, el terme comprèn algunes pedreres de pedra calcària. També es troba en terme de Calce una important deixalleria de residus urbans, així com, al racó sud-est del terme, sis dels tretze molins de vent de la Central Elèctrica de Baixàs.
El límit nord de la comuna és la mateixa llera de l'Aglí, en el lloc on aquest riu passa acanalat a l'indret de l'Estret de Cavanac, a l'extrem nord-oest de la Serra de Pena.
Termes municipals limítrofs:
| Estagell              | Cases de Pena        | Espirà de l'Aglí      |
| Montner               |                      | Baixàs                |
| Cornellà de la Ribera | Pesillà de la Ribera | Vilanova de la Ribera |

### El poble de Calce

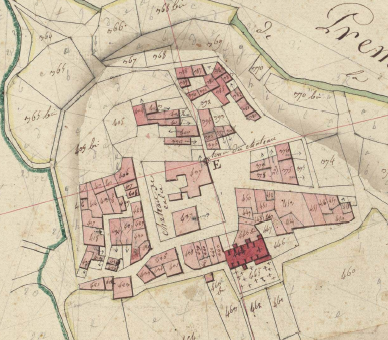
Calce en el Cadastre napoleònic del 1812 (Arxius Departamentals dels Pirineus Orientals, ADPO)

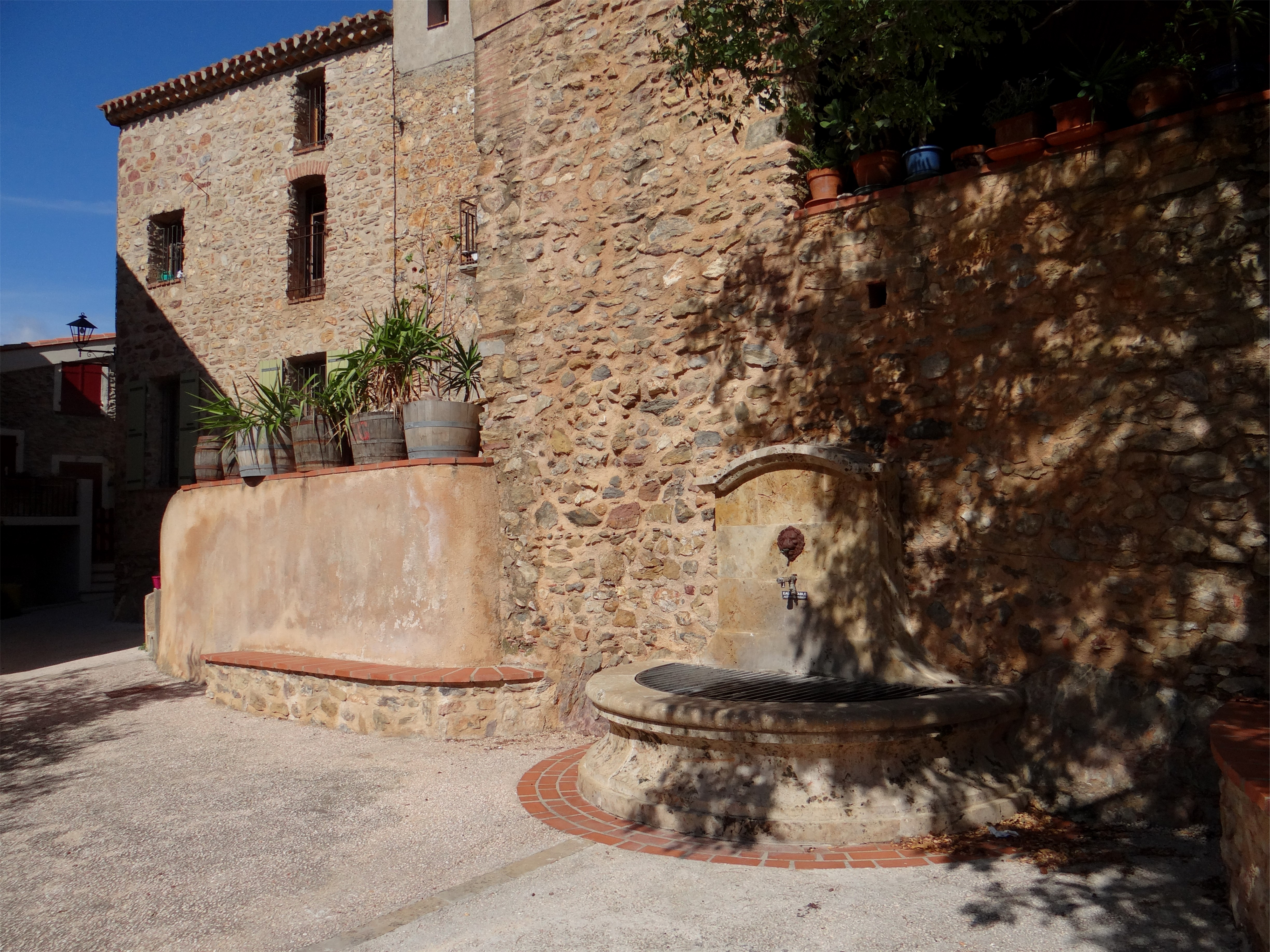
Detall de la font pública del carrer del Forn

El poble de Calce està situat en un indret lleugerament aturonat al peu de la Serra de Pena. S'originà a l'entorn del Castell de Calce, formant una cellera castral. L'església parroquial, ara església vella, en ruïnes, de Sant Pau, no arribà mai a crear nucli aglutinat de població, ja que devia ser la parroquial d'un nucli dispers de població. El nucli primigeni, al voltant de la cellera castral, era format per a penes mitja dotzena de carrers, el de la cellera inclòs i el barri de les Eres, amb construccions per a usos agrícoles i ramaders. El desenvolupament posterior de la població ha doblat l'extensió del poble de Calce, així com ha convertit en cases les construccions de les Eres.

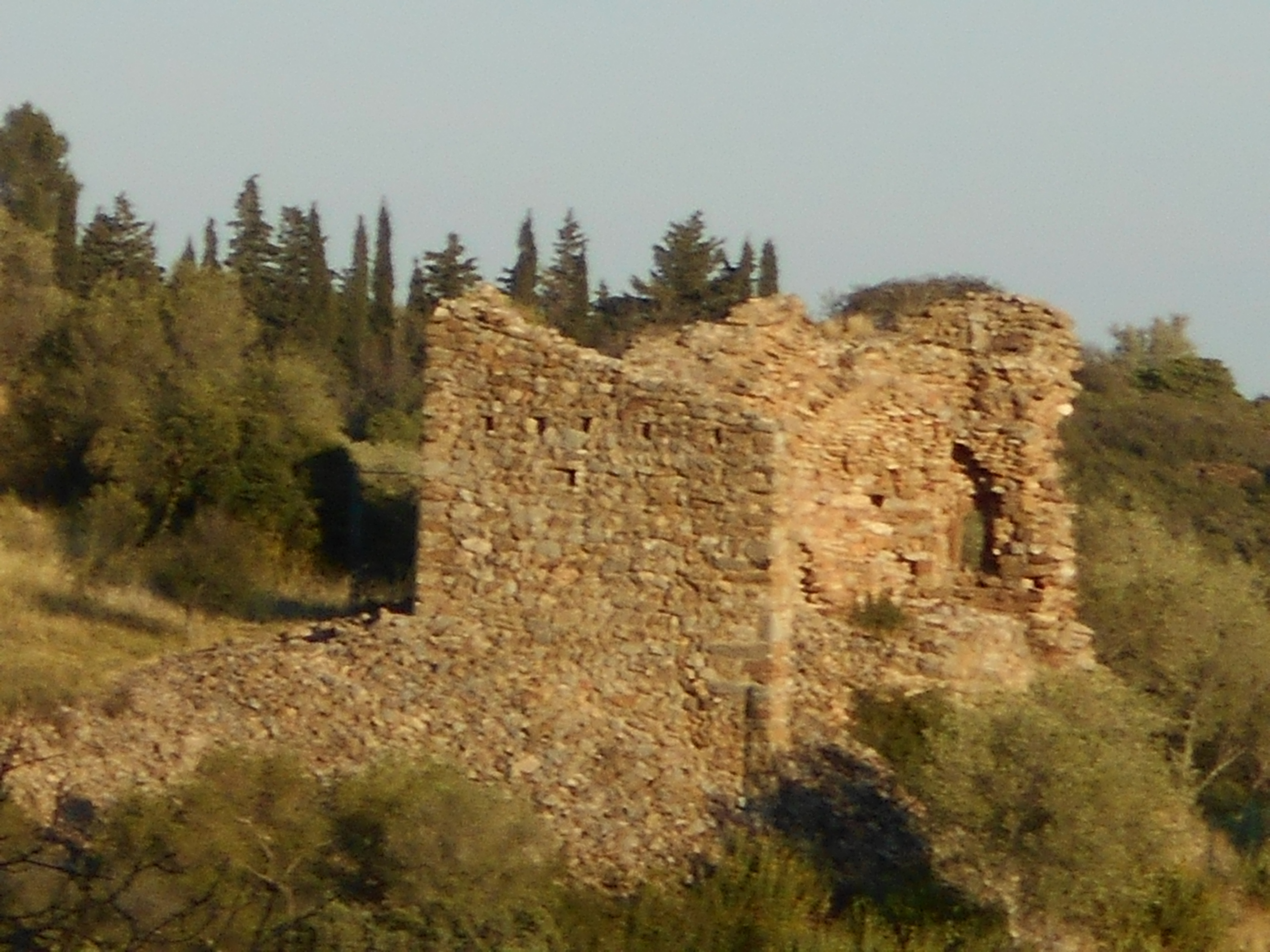
L'església vella de Sant Pau de Calce 1

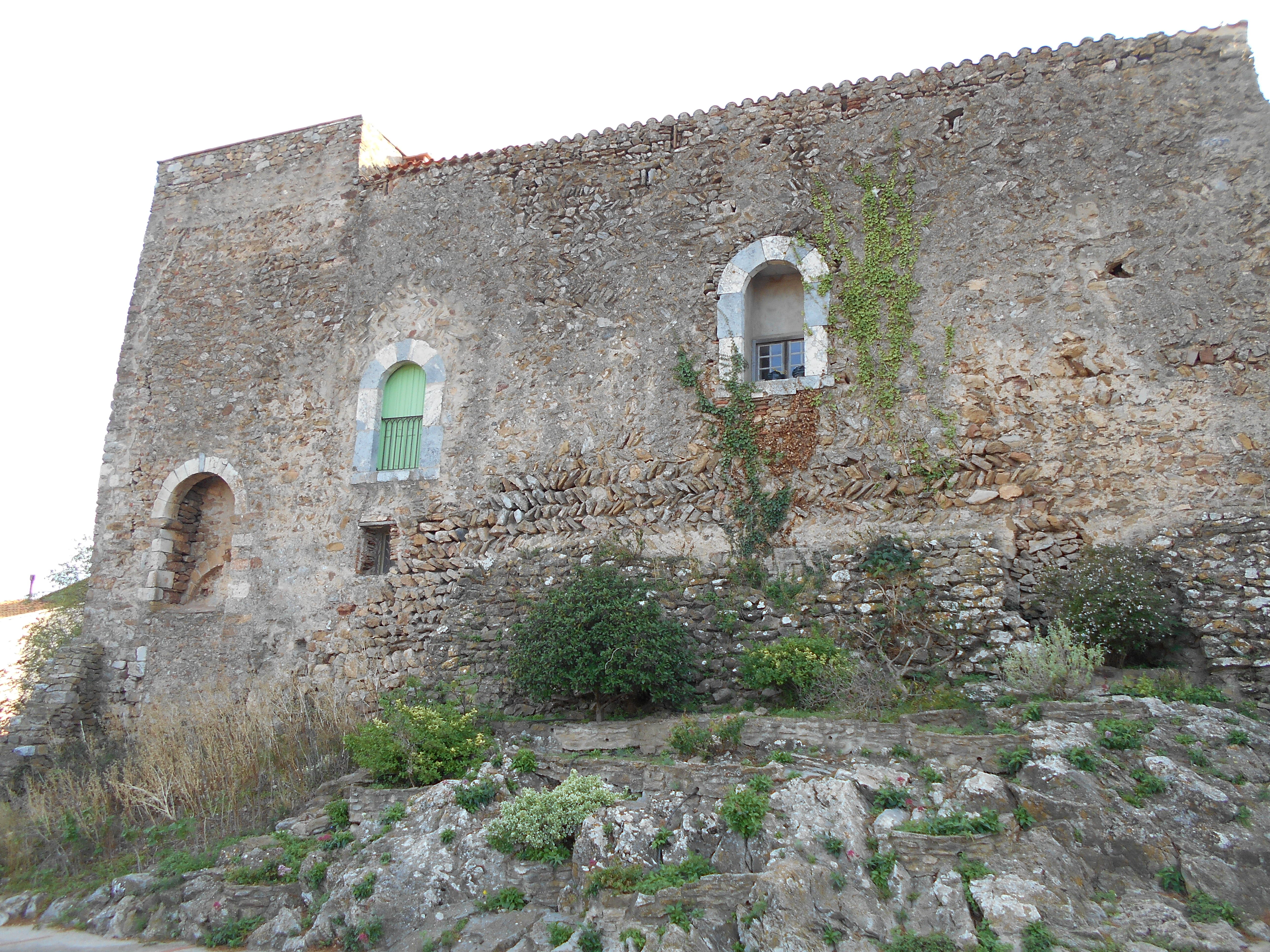
Façana nord del Castell de Calce

A l'extrem sud de la cellera castral es construí ja a la darreria de l'Edat Mitjana la nova església parroquial de Sant Pau, al voltant del barri de les Eres. L'antiga església parroquial, actualment en ruïnes, quedà aïllada a llevant del nucli, per la qual cosa fou abandonada en construir la nova.
Destaquen en el nucli de Calce l'edifici del Farratjal i la Cava Cooperativa dels Vinyaters del Castell de Calce.
Modernament, el poble amb prou feines ha crescut: únicament un petit barri en el coster situat al sud de les Eres, el poble actual, i algunes cases al llarg de la carretera, principalment sota i a l'extrem de llevant del poble, als peus de les restes de l'església vella de Sant Pau, constitueixen el nou Calce.

### Les Fonts

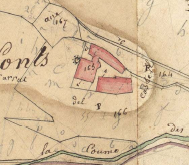
Les Fonts en el Cadastre napoleònic del 1812 (ADPO)

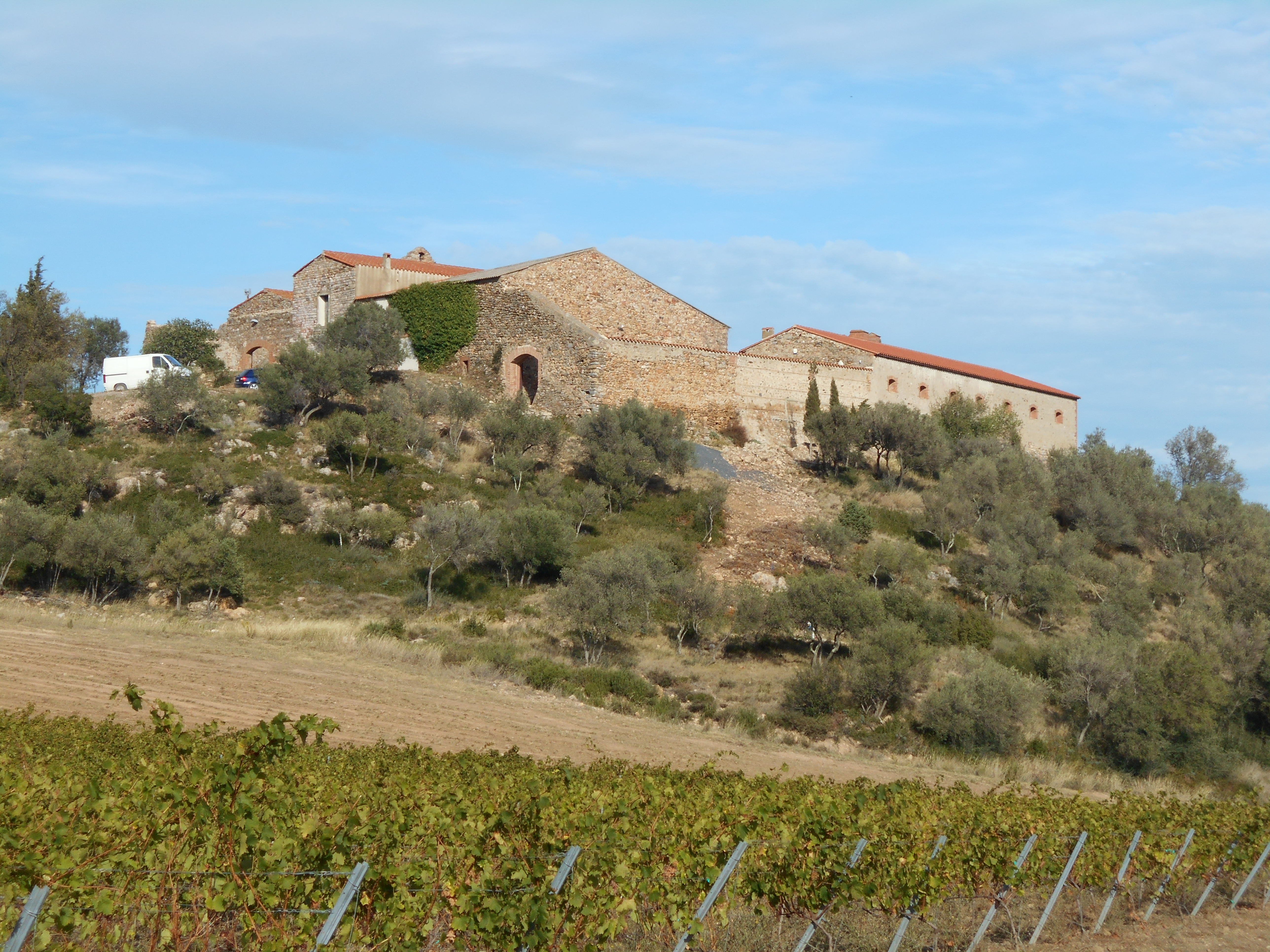
El Mas de les Fonts des de llevant

El Mas de les Fonts, amb l'església romànica de Santa Maria de les Fonts i vestigis importants del castell, forma un recinte clos amb una porta única, porxada. És l'únic vestigi romanent de l'antic poble de les Fonts.
Està situat en el terç meridional del terme de Calce. Actualment s'hi ha habilitat una gran sala de propietat municipal apta per a tota mena de celebracions, des d'actes familiars o populars fins a concerts i esdeveniments musicals.

### Els masos del terme
Calce és un terme amb poques construccions aïllades, a causa de la qualitat de les seves terres. S'hi troben dos cortals sense nom, el Cortal Baudí, en ruïnes, el Cortal de la Pedrera, el d'en Farines, el d'en Martinet, en ruïnes, el Mas de la Dona, el de les Fonts, el del Fonollar, el d'en Camps, també anomenat Cortal d'en Camps i el Mas d'en Tricoire. En els voltants del poble es troben el Cementiri i la Deixalleria i incineradora de residus urbans.

### Els cursos d'aigua
El terme de Calce és d'orografia trencada, abrupta, tot i que no presenta cap elevació rellevant. Els seus cursos d'aigua són tots de caràcter torrencial, repartits entre les conques de la Tet i de l'Aglí, riu que marca tot el termenal nord, amb Cases de Pena. Pertanyen a la conca de la Tet el Còrrec de la Mollera, que reuneix les aportacions dels còrrecs de la Barraca del Porquer, del Clot de n'Olbi, de la Grava, del Mas de la Dona, del Llosar, de les Basses i del Fonollar (n'hi ha dos amb aquest nom, propers i paral·lels). El conjunt d'aquests còrrecs entra en el terme de Pesillà de la Ribera, per tal d'adreçar-se cap a la Tet. Més a ponent, una segona vall agrupa, al voltant del Còrrec de la Pedrera, que s'adreça a la Tet a través del terme de Vilanova de la Ribera, reuneix els còrrecs de la Coma dels Llops, de l'Hort Vell, de la Coma de la Ginesta, de les Fonts, de la Coma del Duc, de la Coma dels Tres Pilons i del Manadell.
A la part central del terme un conjunt de còrrecs davallen de ponent a llevant, per adreçar-se al terme de Baixàs, per davallar pràcticament tots cap a la Tet. Es tracta dels dos còrrecs de la Pedra Negra, paral·lels; el del Pla del Carner, que reuneix els còrrecs de la Jaça, dels Parmaus, del Pla de la Roca, el Rec de la Fontana i el Còrrec de la Font d'en Roca; el Còrrec del Pont del Comes, el del Rossinyol, amb els de les Alzines i el del Crest Petit, el del Roc Rodon, el de les Roques Blanques i el de la Font del Capellà.
Al nord del terme, cap a l'Aglí, es troben els còrrecs i torrents adopten el nom de comes: la Coma d'en Muntanya, la d'en Bugader, la de l'Aiguera, la del Pas de les Vaques, la del Vall Bell, la de la Socarrada, i la dels Tres Forns.

### El relleu
Tot i ser un terme bastant pla, alguns dels topònims reflecteixen formes de relleu. Així, hi trobem clots: el Clot d'en Joanot, els Clots de n'Olbi; colls: el Coll de la Dona, el Coll de Pesillà; comes (amb la salvetat que en aquest terme també es denominen coma els còrrecs: Coma de la Cressa, Coma de la Ginesta, Coma de la Guilla, Coma de l'Aiera, o de l'Aiguera, Coma de la Userda, Coma del Fonollar, Coma del Llosar, Coma del Mas de la Dona, Coma del Mig, Coma de l'Olla, Coma del Pecat, Coma del Roc del Pas de l'Escala, Coma del Roc Rodon, Coma dels Boscs, Coma dels Llops, Coma dels Tres Forns, Coma dels Tres Pilons, Coma d'en Bigorra, Coma d'en Pica Polla, Coma d'en Socall, la Coma Gran, la Coma Major, la Coma Petita, la Coma Rotllanda, la Comella, les Comes i les Comes de la Quera; plans, planes i planals: Pla de la Roca, Pla d'Oms, Planal de la Pradera, Planal del Fonollar, Planal d'en Bordic, Planal d'en Pelliçó; serres i serrats: la Serra, la Serra de Pena, el Serrat de la Barraca d'en Porquer; el de la Bufatera, el de la Coma dels Tres Pilons, el de la Devesa, el de la Pedrera, el del Baster, el de les Planes, el del Fenollar, el del Planal d'en Bordic, el del Roc del Corbàs, el dels Ametllers, el dels Aristes, el dels Nou Burros, o de la Cova dels Nou Burros, el dels Quatre Camins, el del Vilató, el d'en Bigorra, el d'en Bugader, el d'en Muntanya, el d'en Permí, el d'en Tramuntana, el Serrat Punxut, el Serrat Roig i el Serrat Rodon.

### El terme comunal
Les partides i indrets específics del terme de Calce són els següents: l'Abocador de residus urbans, els Aibres Blancs, les Alzines, la Banya, els Barrencs, els Boixos, el Camí de les Fonts, el Camp Blanc, el Camp de la Beneta, el Camp de la Fam, el Camp de la Font, el Camp de la Teresó, el Camp de les Bosigues, el Camp de les Feixes, el Camp de les Pedres, el Camp dels Bosc, el Camp dels Horts, els Campets, el Camp Llong, el Camp Llong de les Comes, el Camp Llong Petit, el Camp Massic, els Camps dels Estanys, els Camps d'en Canonge, els Camps d'en Carman, els Camps d'en Dardill, els Camps d'en Formatger, els Camps d'en Manxa, Cavanac, el Coll de Pesillà (com a partida), la Colomina, la Cressa, el Crest d'en Cabaner, el Crest Petit, la Cuatxa, la Cuatxa de les Fonts, Darrere el Pla de la Roca, les Eres, la Figuera d'en Joglar, la Fontana, les Fontanilles, la Font d'en Miu, les Fonts, el Forn del Pardal, el Forn Naut, la Grava, l'Hort Vell, la Jaça, la Llambrusquera, el Llosar, el Manadell, els Marges d'en Vidal, el Mas de la Dona, la Mollera, el Mont d'en Blat, la Morera, la Muntada, Pedra Negra, la Pedrera (dues de diferents), el Pou, el Prat, Puig d'en Noger, Puig Verd, Ras de les Vaques, Roc de la Devesa, Roc de la Socarrada. Roc de l'Hort d'en Recreure, Roc d'en Camps, Roc Rodon, el Romanissar, Sant Pau el Vell, Terra Nova, Terra Roja, les Terres, els Tres Forns, Venta Farina, Vinyes Blanques i les Vinyes d'en Permí.
Alguns topònims corresponen a senyals termenals: la Fita del Mas d'en Camps, el Piló de Coma Major, el Piló de la Coma d'Amaga la Dona, el Piló de la Coma del Duc, el Piló de la Coma d'en Vila, el Piló de la Garriga d'en Fabra (nom antic), el Piló de la Llambrusquera, el Piló de la Vinya de l'Albat, el Piló de la Vinya d'en Dauliac, el Piló de la Vinya d'en Pellicer, el Piló de la Vinya d'en Vergers, el Piló de la Vinya de Pujols (noms antics, els cinc darrers), el Piló del Baster, el Piló del Bugader, el Piló del Camí del Rec d'en Cruells, el Piló del Camí de Perpinyà, el Piló del Coll dels Pixadissos, el Piló del Fornàs, el Piló del Forn del Pardal, el Piló del Manadell, el Piló del Planal del Fonollar, el Piló del Roc Rodon, el Piló del Romanissar, el Piló dels Camps d'en Manxo, el Piló dels Clots de n'Olbi, el Piló del Serrat de l'Armanacaire, el Piló del Serrat dels Aristes, el Piló del Serrat dels Quatre Camins, el Piló d'en Pelliçó, els Pilons del Crest Petit, Roc de la Barraca del Porquer, Roc de la Barraca d'en Panxa, Roc de les Fonts, Roc del Pas de l'Escala, Roc o Piló del Serrat de Cabrafiga, Roc del Serrat Roig, Roc Punxut, la Termenera de la Coma d'en Flors, la Termenera de la Vinya d'en Bonsoms, la Termenera de la Vinya d'en Canavelles, la Termenera de la Vinya d'en Morat (els tres darrers, noms antics), la Termenera del Camí de Baixàs, o de la Vinya d'en Joglar, la Termenera del Serrat d'en Permí (nom antic) i els Tres Pilons.

#### El Cadastre napoleònic
En el Cadastre napoleònic del 1812, Calce és dividit en quatre seccions: de les Planes i els Barrencs, del Poble, de la Cuatxa i de les Fonts. La primera és situada al nord-est del terme, i conté les partides del Serrat del Baster, Cavanac, amb el Mas d'en Tricoire, un vell cortal i un altre cortal més modern (el 1812), els Barrencs, amb el Roc Punxut, el Roc de la Socarrada, el Roc d'en Camps i el Roc de l'Hort d'en Recreure, el Serrat d'en Muntanya, el Serrat dels Nou Burros, el Serrat del Bugader, la Coma de l'Aiera, el Serrat Roig, el Serrat de la Bufatera, el Serrat Punxut, la Coma del Roc Rodon, la Coma del Roc del Pas de l'Escala, el Forn Naut, la Coma d'en Socall, Venta Farina, les Fontanilles, Serrat dels Ametllers, els Camps d'en Formatger, el Serrat de les Planes, la Coma Major, els Camps d'en Carman, els Camps de les Feixes, la Coma de la Guilla i Terra Nova.
A la secció anomenada del Poble, situada al centre i al sud del terme comunal, hi ha les partides de la Cressa, les Comes de la Quera, el Crest Petit, les Alzines, el Pla d'Oms, la Serra, la Figuera d'en Joglar, Sant Pau el Vell, amb les restes de la capella de Sant Pau de Calce, Puig Verd, les Comes, les Eres, el Pla de la Roca, la Coma dels Boscs, els Camps d'en Dardill, el Camp Llong, els Boixos, el Crest d'en Cabaner, Terra Roja, la Coma de l'Olla, les Vinyes Blanques, el Puig d'en Noger, el Serrat d'en Tramuntana, les Vinyes d'en Permí, la Muntada, Darrere el Pla de la Roca i l'Amorer.
A la Cuatxa hi ha Darrere el Pla de la Roca, els Marges d'en Vidal, la Font d'en Miu, la Jaça, els Camps d'en Manxa, la Pedra Negra, el Camí de les Fonts, el Paràs, el Serrat d'en Permí i la Cuatxa. La secció de les Fonts té les partides del Romanissar, la Coma de la Ginesta, la Coma de la Userda, la Coma dels Llops, la Coma d'en Bigorra, l'Hort Vell, les Fonts, amb l'antic castell i poblat de les Fonts i l'església de Santa Maria, la Grava, el Mas de la Dona, amb el mas d'aquest nom, la Llambrusquera, la Coma del Mas de la Dona, el Mont d'en Blat, el Serrat de la Devesa, la Coma d'en Pica Polla, la Coma del Pecat, la Coma Gran, la Coma del Mig, lo Llosar, el Serrat Redon, el Serrat del Roc del Corbàs, el Serrat de la Barraca d'en Porquer, el Clot de n'Olbi, el Serrat del Fenollar, el Serrat del Vilató, el Planal d'en Bordic, el Planal d'en Pelliçó, el Coll de Pesillà, el Camp de la Font, la Cuatxa de les Fonts, el Manadell, la Coma dels Tres Pilons, el Serrat de la Pedrera, el Planal de la Pedrera, lo Forn del Pardal i el Planal del Fenollar, amb el Mas Fenollar.

## Transports i comunicacions

### Carreteres
Travessen el terme comunal de Calce tres carreteres departamentals. D'una banda, la carretera D - 18 (D - 12, a Espirà de l'Aglí - D - 1, a Calce), que travessa dues vegades el terme de Calce; de primer travessant d'est a oest, passant pel poble, i després d'entrar un tram en el terme veí d'Estagell, torna a entrar per l'oest per, al cap d'un breu tram, arribar a la D - 1. Cap al sud-est, en 5 quilòmetres arriba a Baixàs i en 9 a Espirà de l'Aglí.
La D - 1 (Estagell - D - 614, a Pesillà de la Ribera) travessa el terme de Calce a l'extrem sud-oest, enllaçant aquestes tres poblacions esmentades.
La D - 614a (D - 614, a Baixàs - Deixalleria de Calce), enllaça la carretera D - 614 amb la Deixalleria en un breu tram de 3 quilòmetres. Discorre per l'extrem sud-est del terme.

### Transport públic col·lectiu
Calce està inclòs en la línia 24 de la Compagnie de Transports Perpignan Méditerranée, Calce - Baixàs, que uneix aquestes dues poblacions i a la urbanització dels Templers, de Baixàs, enllaça amb la línia 10 (Baixàs - Salelles). Ofereix 9 serveis diaris en cada direcció, de dilluns a dissabte. Diumenge i els dies festius la línia 10 estén el seu servei fins a Calce, i té 4 serveis diaris en cada direcció.

### Els camins del terme
El terme de Calce té molts camins. Uns són interns del terme propi, com el Camí de Ganga, el de la Banya, el de la Cisterna, el de la Colomina, el de la Coma de la Guilla, el de la Coma de la Userda al Mas de les Fonts, el de la Coma Major, el de la Coma Rotllanda, el de la Comella, el de la Fontana, el de la Font d'en Miu, el de la Pedra Negra, el de la Pedrera (dos de diferents), el del Camp Blanc, el del Camp de la Beneta, el del Camp de la Fam, el del Camp de la Teresó, del Camp de les Bosigues, del Camp de les Pedres, del Camp dels Horts, del Camp Llong de les Comes, del Camp Llong Petit, del Camp Massic, del Clot, del Clot d'en Joanot, del Crest, del Crest Petit, de les Alzines, de les Comes (dos de diferents), de les Esplanes, de les Feixes, de les Fontanilles, el de les Terres, el del Fonollar, o del Serrat de la Pedrera, el del Forn, o de Baudí, el del Forn Naut, el del Manadell, el del Manadell Petit, el del Mas de les Fonts, o de la Dona a les Fonts, el del Mas del Fonollar, el del Pla de les Roques, el del Pla d'Oms, el del Planal, el del Planal d'en Pelliçó, el del Pou (dos de diferents), el del Pou dels Tropets, el del Roc d'en Cruells, el dels Aibres Blancs, el dels Camps del Manxa, o de la Barraca d'en Manxa, el dels Camps dels Estanys, el dels Camps d'en Dardill, o del Roc d'en Cruells, el dels Camps d'en Formatge, el dels Camps d'en Formatge al Ras de les Vaques, el d'en Permí, o de la Font d'en Bernat, el d'en Socall, el de Vinyes Blanques i la Pista de la Serra de la Devesa.
Alguns són ja antics camins, perduts avui dia: el Camí de Cavanac, el de la Coma del Vall Bell, el de la Coma Ginesta, el de la Mare de Déu de Pena, el de la Ribera, el de les Fonts, el del Mas de la Dona, o de Montner, el del Planal d'en Pelliçó (un de diferent), el de Montner a Pesillà, el de les Fonts a Pesillà i el d'Estagell. Travessen el terme de Calce diverses carrerades: la de les Fonts, la del Fonollar i la dels Marges d'en Vidal.
D'altres camins enllacen Calce amb els pobles i termes veïns: Camí de Baixàs a Cornellà, Camí de Cases de Pena, Camí de Força Real, abans de Montner a Baixàs, Camí de la Cuatxa, o de Baó, Camí de les Figueres del Joglar, o Camí Vell de Baixàs, el del Mas de les Fonts, abans de les Fonts a Baixàs, el del Pla d'Oms, o de Baixàs a les Comes, el de Pesillà, el Camí Ral, o Ruta Vella de Perpinyà, avui Camí de Cavanac, el Camí Vell de Baixàs, el Camí Vell de Perpinyà, la Ruta de Baixàs, la Ruta d'Estagell, la Ruta de Pesillà, o del Coll de la Dona, i la d'Estagell a Perpinyà, o Via Ràpida.

## Activitats econòmiques
Malgrat que es conrea menys de la meitat de les terres del terme comunal, quasi es pot parlar d'un monocultiu de la vinya, totalment dins de denominacions d'origen controlades Moscat de Ribesaltes, per al vi dolç, i Corberes de Rosselló per als vins secs. Antigament hi havia ramaderia, però ha estat del tot abandonada. L'altra activitat que continua en ús és la d'extracció de pedra calcària a les pedreres de la meitat meridional del terme.
La principal activitat econòmica de Calce deriva de la vinya. En la seva explotació, el petit poble de Calce té fins a set caves vinícoles, una d'elles de caràcter cooperatiu, i les altres sis d'iniciativa privada, en petites empreses familiars:
- Cava Cooperativa dels Vinyaters del Castell de Calce
- Domaine Château Lafforgue
- Domaine Gauby
- Domaine l'Horizon
- Domaine Jean Philippe Padie
- Domaine Matassa
- Domaine Olivier Pithon.

## Història

### Edat mitjana
El lloc de Calce és esmentat per primer cop el 843 com a afrontació del terme de Baixàs, quan tenia consideració de vilar: villare que dicunt Calceno. El 988 apareix com a Cauce, que remet a la presència de roques calcàries i de forns de calç en el poble i terme de Calce. Surt esmentat diversos cops en documents de donació d'alous, fins que el segle xiii els senyors de So afirmen tenir-hi drets senyorials: Geralda de Cortsaví, vídua de Guillem de So, mort el 1308, en reivindica la possessió davant del rei, Sanç de Mallorca. El 1335 Jaume III de Mallorca cedí a Bernat de So els castells de Calce i de Millars. Amb la caiguda del Regne de Mallorca, Calce tornà a la Corona d'Aragó. El rei Pere el Cerimoniós nomenà el 1344 castlà de Calce Ramon Ferrer de Figueres, i el 1370, el mateix rei vengué la senyoria a Arnau I de Verniola; aquesta família conservà aquesta senyoria fins a principis del segle xv, quan morí Francesc de Verniola i el seu successor fou Pere del Viver. Els Viver en foren senyors fins a la fi del segle xvii, quan els substituí una branca dels Oms, aquests ja fins a la Revolució Francesa. Tadeu Ramon Antoni d'Oms en fou el darrer titular.

## Demografia

### Demografia antiga
La població està expressada en nombre de focs (f) o d'habitants (h)
| 29 f | 30 f | 12 f | 9 f | 8 f | 11 f | 16 f | 24 f | 29 f | 128 h | 24 f | 26 f | 150 h |

Font: Pélissier 1986
Notes:
- 1365: dels quals, 11 f per a les Fonts;
- 1378: dels quals, 12 f per a les Fonts;
- 1424: per a les Fonts, només.

### Demografia contemporània
| Evolució de la població |      |      |      |      |      |      |      |      |
| 1793                    | 1800 | 1806 | 1821 | 1831 | 1836 | 1841 | 1846 | 1851 |
| 153                     | 163  | 203  | 260  | 233  | 240  | 260  | 273  | 259  |

| 1856 | 1861 | 1866 | 1872 | 1876 | 1881 | 1886 | 1891 | 1896 |
| ---- | ---- | ---- | ---- | ---- | ---- | ---- | ---- | ---- |
| 230  | 249  | 226  | 268  | 284  | 301  | 265  | 247  | 263  |

| 1901 | 1906 | 1911 | 1921 | 1926 | 1931 | 1936 | 1946 | 1954 |
| ---- | ---- | ---- | ---- | ---- | ---- | ---- | ---- | ---- |
| 242  | 247  | 253  | 250  | 203  | 201  | 176  | 126  | 131  |

| 1962 | 1968 | 1975 | 1982 | 1990 | 1999 | 2006 | 2008 | 2011 |
| ---- | ---- | ---- | ---- | ---- | ---- | ---- | ---- | ---- |
| 150  | 135  | 116  | 124  | 161  | 185  | 214  | 228  | 219  |

| 2013 |
| ---- |
| 216  |

Fonts: Ldh/EHESS/Cassini fins al 1999, després INSEE a partir deL 2004

### Evolució de la població

Població 1962-2008

## Administració i política

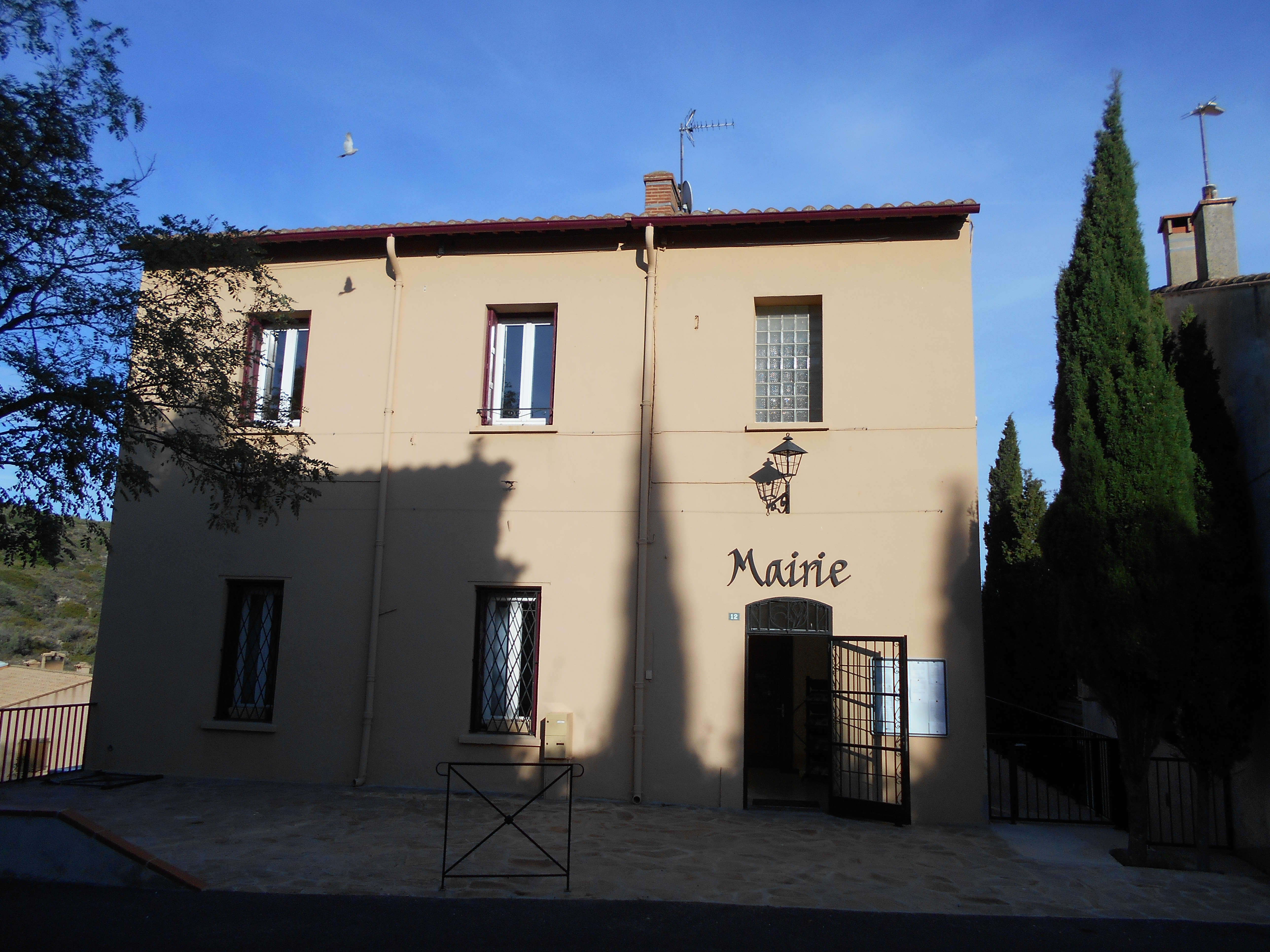
Actual Casa de la Vila i antiga escola

### Batlles[9]
| Període                       | Nom                   | Opció política | Comentaris |
| ----------------------------- | --------------------- | -------------- | ---------- |
| ? - 1815                      | Gil Deluncle          |                |            |
| 1815 - ?                      | Pierre Deluncle Vidal |                |            |
|                               |                       |                |            |
| ? - Març del 2001             |                       |                |            |
| Març del 2001 - Març del 2014 | Paul Schramm          |                |            |
| Març del 2014 - Moment actual | Bruno Valiente        |                |            |

### Legislatura 2014 - 2020

#### Batlle
- Bruno Valiente.

#### Adjunts al batlle
- 1r: Francis Crabie, encarregat de Personal Tècnic i Xarxes
- 2a: Sylvie Martinez, encarregada de l'àrea Social i Relacions amb les associacions
- 3a: Giuditta Marcq, encarregada d'Urbanisme i Relació amb el món agrícola.

#### Consellers municipals
- Mireille Rullaud, encarregada de l'àrea Social, Relació amb les associacions, Comunicació, Finances i Agenda 21 -
- Guy Lafforgue, encarregat de Patrimoni i Control de les obres fora de la via pública
- Daniel Senie, encarregat de Camins rurals, Control de les obres de via pública i Agenda 21
- Martine Assens - Pithon, encarregada de Xarxes i DSP
- Alain De Bures, encarregat d'Agenda 21
- Guillaume Jouquet, encarregat de Finances
- Ghislaine Gauby, encarregat d'Entorn.

### Adscripció cantonal

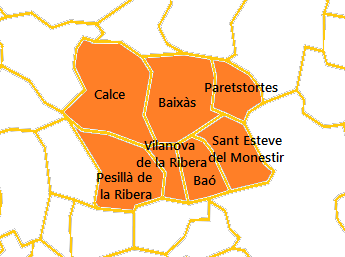
Mapa del Cantó del Riberal

Arran de la creació dels cantons, el 1789, Calce fou adscrit al primitiu Cantó de Ribesaltes, on romangué fins a l'any 1985, quan un decret en canvià l'adscripció per la de Sant Esteve del Monestir.
Des de l'any 1985 fins al 2014, Calce pertangué al Cantó de Sant Esteve del Monestir, però la remodelació cantonal del 2014 canvià aquesta adscripció a l'actual.
Des del 2014, aplicat a les eleccions locals del 2015, Calce ha estat inclòs al Cantó del Riberal, juntament amb Baixàs, Bao, Paretstortes, Pesillà de la Ribera i Vilanova de la Ribera, amb capitalitat a Sant Esteve del Monestir. Són consellers per aquest cantó Nathalie Piqué, adjunta al batlle de Pesillà de la Ribera, i Robert Vila, batlle de Sant Esteve del Monestir, tots dos de la Unió de Dreta.

## Ensenyament i cultura
En l'actualitat, a causa del nombre baix de la població, a Calce no hi ha cap escola; com a molts altres pobles, el seu edifici serveix actualment com a Casa del Comú, o de la Vila. El seu mainatge ha d'anar a alguna de les escoles dels pobles més grans veïns que disposen d'aquest equipament: Baixàs, el més proper, Cases de Pena, Espirà de l'Aglí, Estagell, Talteüll o Vingrau, tant per a maternal com per a primària. La secundària es pot cursar als col·legis d'Espirà de l'Aglí, Estagell, Perpinyà, Ribesaltes, Sant Esteve del Monestir o el Soler, mentre que per al batxillerat cal anar als liceus de Perpinyà o al professional agrícola de Ribesaltes.